# Jože Zadravec
Jože Zadravec, slovenski zdravnik splošne medicine, * 5. maj 1935, Beltinci, † 24. februar 2002, Beltinci

## Življenje in delo
Zadravec je bil rojen v Beltincih, kjer je obiskoval osnovno šolo. Nižjo gimnazijo je obiskoval v Lendavi, leta 1955 pa končal višjo gimnazijo v Murski Soboti in se vpisal na Medicinsko fakulteto v Ljubljani. Diplomiral je jeseni 1960 in leta 1963 končal podiplomski študij iz zdravstvenega varstva matere in otroka v Ljubljani ter se usposobil za delo v ženskih in otroških dispanzerjih, v času, ko še ni bilo ne pediatrov in ne ginekologov. Leta 1962 je postal vodja zdravstvene postaje Beltinci. Uvedel je laboratorijsko dejavnost, fizikalno terapijo, preventivno delo v ambulanti in na terenu, skrbel za vzgojno zdravstveno preobrazbo ljudi, bil, skratka, organizator dela v zdravstveni postaji. Leta 1973 je končal študij javnega zdravstva na zagrebški Medicinski fakulteti, že naslednje leto pa specializacijo iz splošne medicine na MF v Ljubljani. Leta 1979 je dobil naslov magister medicinskih znanosti iz ožjega področja javnega zdravstva, leta 1984 pa je doktoriral na Medicinski fakulteti v Zagrebu.
Zadravec je avtor več poljudnoznanstvenih knjig, ter številnih člankov v zdravstveni in poljudnoznanstveni periodiki.